# Kanlıpınar, Odunpazarı
Kanlıpınar là một xã thuộc huyện Odunpazarı, tỉnh Eskişehir, Thổ Nhĩ Kỳ. Dân số thời điểm năm 2011 là 278 người.